# Huid (mens)
De huid is de buitenste laag van het lichaam en vormt met de nagels, het haar, de zweetklieren en het onderhuids weefsel het integumentum. De huid beslaat zo'n 3,7% massapercentage bij de referentieman en is daarmee het grootste orgaan in de samenstelling van het menselijk lichaam. De dermatologie is het medisch specialisme dat zich met huidaandoeningen bezighoudt.
De menselijke huid onderscheidt zich van andere zoogdieren doordat deze grotendeels vachtloos is, meer zweetklieren kent en een grotere kleurvariatie kent. Waarschijnlijk vond zo’n 1,6 miljoen jaar geleden bij Homo ergaster een overgang plaats naar een vachtloze huid en eccriene zweetklieren waardoor de warmte beter kon worden afgevoerd. Niet onbelangrijk voor het verdere verloop van de menselijke geschiedenis was dat door de sterk verbeterde thermoregulatie het meest temperatuurgevoelige orgaan — de hersenen — zich kon ontwikkelen van 400 cm³ bij Australopithecus en 800 cm³ bij Homo ergaster tot zo’n 1200 cm³ bij de moderne mens, een proces dat encefalisatie wordt genoemd. De verbeterde warmtehuishouding maakte het zelfs mogelijk te jagen op basis van uithoudingsvermogen. Bij de renjacht werden prooidieren net zo lang achtervolgd tot ze door uitputting te overmeesteren waren.
Zeer waarschijnlijk was de huid aanvankelijk roze om donker te kleuren door tegen uv-straling beschermend huidpigment na het verlies van de tegen de zon beschermende haren. Mogelijk heeft de grotendeelse afwezigheid van lichaamsbeharing in combinatie met de wereldwijde migratie bijgedragen aan de variatie van de huidskleur van de mens die een grotere variatie kent dan andere zoogdieren.

## Functies
Een van de belangrijkste functies van de huid is de bescherming van het lichaam tegen beschadigingen. De functies zijn:
- bescherming tegen ziekteverwekkers, ultraviolette straling en mechanische beschadiging
- als zintuig bij de tastzin, de temperatuurzin en de pijnzin
- barrière voor inwendige vloeistoffen
- thermoregulatie
- productie van vitamine D onder invloed van UV-licht

## Opbouw

Huidlagen van haarloze en behaarde huid

De huid wordt wel verdeeld in drie lagen:
- epidermis of opperhuid
- dermis of lederhuid
- hypodermis of onderhuids weefsel